# أمينو بوبا
أمينو بوبا (بالفرنسية: Aminou Bouba)‏ لاعب كرة قدم كاميروني في خط الدفاع .

## مسيرته الإحترافية
لعب سابقاً لأندية القطن الكاميروني والترجي التونسي وشباب قسنطينة الجزائري ونادي الخليج السعودي و انتقل إلى نادي الاتفاق السعودي في عام 2016 و لعب معهم موسم واحد فقط ووقع مع نادي الطائي مطلع عام 2018 .

## وصلات خارجية
- أمينو بوبا على موقع قاعدة بيانات كرة القدم.إي يو (الإنجليزية)
- أمينو بوبا على موقع ناشيونال فوتبول تيمز (الإنجليزية)
- أمينو بوبا على موقع Soccerway.com (الإنجليزية)